# Cumella coralicola
Cumella coralicola är en kräftdjursart som beskrevs av Mihai Bacescu 1971. Cumella coralicola ingår i släktet Cumella och familjen Nannastacidae. Inga underarter finns listade i Catalogue of Life.